# Palazzo Scarli

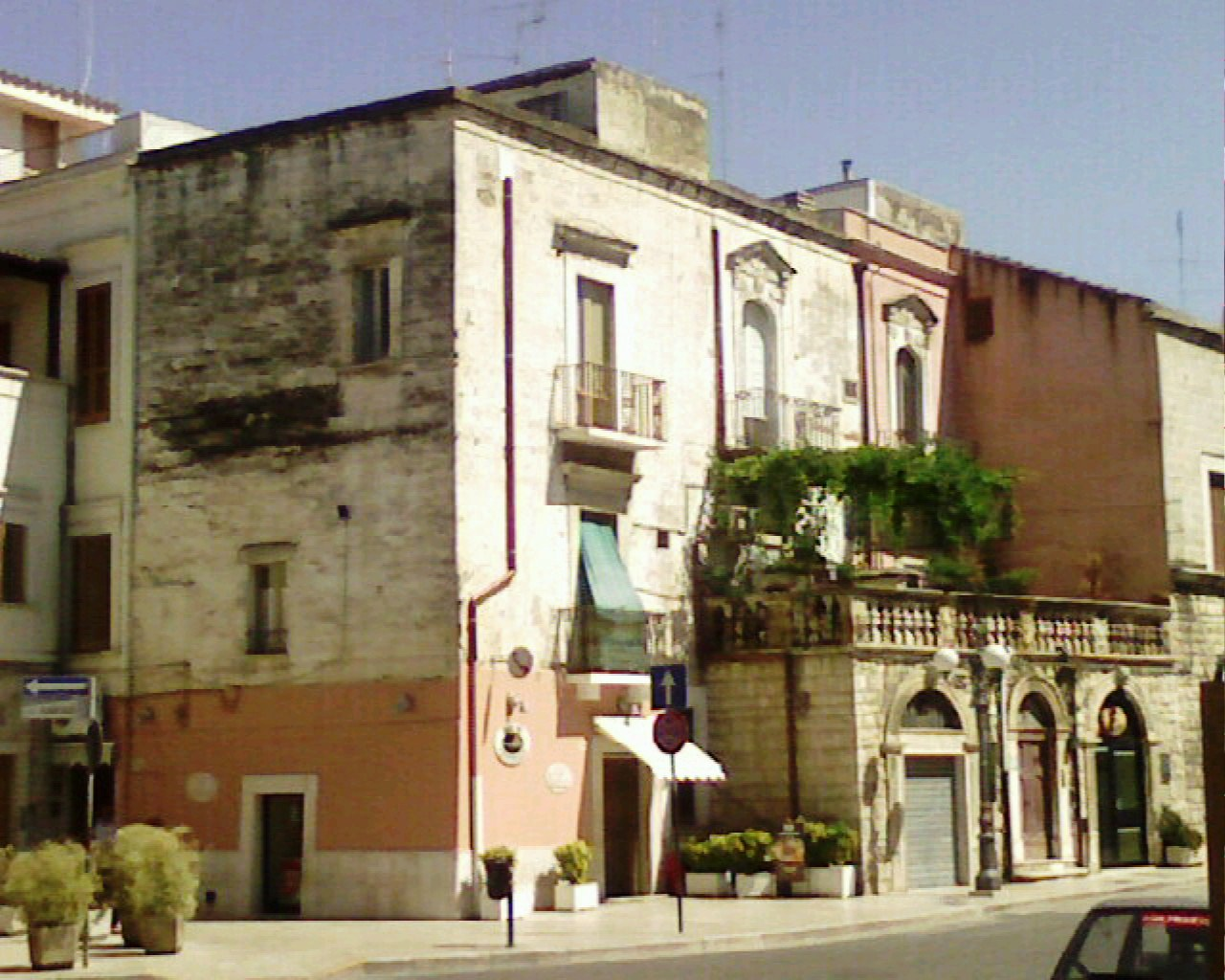
Palazzo Scarli

Palazzo Scarli è un palazzo storico di Modugno (BA) che si trova nella centralissima Piazza Sedile.

## Caratteristiche
Esso fu costruito nel 1601 dalla famiglia Scarli, venuta a Modugno da Novara al seguito della regina Bona Sforza. 
Sulla facciata si può leggere l'iscrizione in latino: “HIC SCARLA FAMILIA EX NOVARA HAS AEDES POSUIT A.D. 1601” (Traduzione italiana: Qui la famiglia Scarli di Novara eresse questa costruzione nell'anno del Signore 1601).
Molto bella e la vasta terrazza del primo piano contornata da un'elegante balaustra con pilastrini intervallati da stemmi e mascheroni. Sull'architrave della finestra è presente un'altra l'iscrizione in latino: “TIMENTI DEUM NIHIL EI NOCEBIT” (Traduzione italiana: Nulla nuocerà a chi teme Dio).

## Famiglia Scarli
La famiglia Scarli è originaria di Novara e si trasferì a Modugno tra il 1524 e il 1557. Venne iscritta al Sedile dei Nobili di Modugno il 15 agosto 1569. Successivamente la famiglia si trasferì a Fasano. Lo stemma familiare raffigura una porta di città ed è presente sulla balaustra di questo palazzo, sul secondo pilastro della scalone d'onore del palazzo Pascale-Scarli, in Piazza del Popolo, e sul secondo piano dello stesso edificio. Tra i personaggi illustri di questa famiglia si ricorda un notaio, Berardino, che visse nella seconda metà del XVI secolo. Giuseppe Scarli, nipote di Berardino, fu un sindaco di Modugno dal 1762 al 1764 e dal 1779 al 1781.